# 2. Panzer-Division (Wehrmacht)
Die 2. Panzer-Division (kurz: 2. Pz.Div.) war ein vor dem Zweiten Weltkrieg aufgestellter Großverband des Heeres der deutschen Wehrmacht. Gemeinsam mit der 1. Panzer-Division und 3. Panzer-Division war die Division die Keimzelle der späteren deutschen Panzertruppe im Zweiten Weltkrieg.
Im Gegensatz zur Masse des deutschen Heeres in den ersten Kriegsjahren, war der Verband bei Kriegsbeginn vollständig motorisiert.

## Vorgeschichte
Ab 1928 existierte in der Reichswehr ein 5-Jahresplan, der vorsah innerhalb der nächsten drei bis fünf Jahre eine Panzertruppen aufzustellen. Als erster Panzerausbildungstruppenteil wurde am 1. November 1933 das Kraftfahrlehrkommando Zossen aufgestellt. Es handelte sich um eine Kompanie mit Soldaten, welche die geheime Panzerausbildung in der Sowjetunion absolviert hatten. Im Januar 1934 erhielt das Lehrkommando die ersten 150 Schulfahrgestelle, die eigentlich Panzerkampfwagen I ohne Panzeroberwanne und Turm waren. Am 1. November 1934 wurde das Kraftfahrlehrkommando Zossen zu einem vollständigen Panzer-Regiment aufgestockt und auf dem Truppenübungsplatz Ohrdruf wurde das Panzer-Regiment 2 mit einer I. und II. Abteilung mit je drei leichten und einer mittleren Panzerkompanie aufgestellt. Beide Regimenter bildeten zusammen die Panzer-Brigade 1 der Versuchs-Panzerdivision 1934/35. Im August 1935 wurde der Verband inoffiziell zur 1. Panzer-Division des Deutschen Reiches.
Am 15. Oktober 1935 wurde die zweite Phase des deutschen Heeresaufbauprogramms mit der Aufstellung der umgegliederten 1. Panzer-Division, der neu aufgestellten 2. Panzer-Division und der neu aufgestellten 3. Panzer-Division umgesetzt.

## Geschichte

### Aufstellung
Die 2. Panzer-Division wurde am 15. Oktober 1935 im Wehrkreis XIII in Würzburg neu aufgestellt. Befehlshaber wurde Heinz Guderian. Der Verband wurde für die Durchführung schneller, beweglicher Operationen voll motorisiert.
Die Gliederung mit den für den Verband durchgeführten Neuaufstellungen war:
- Divisionsstab (Würzburg)
- Panzer-Brigade 2 (Bamberg)
  - Panzer-Regiment 3 (Kamenz) (aus Masse Reiter-Regiment 12)
  - Panzer-Regiment 4 (aus I. Abteilung aus 3. und 6. Lehrtrupp/ Kraftfahr-Lehr-Kommando Zossen / II. Abteilung aus 4. und 7. Lehrtrupp/ Kraftfahr-Lehr-Kommando Ohrdruf)
- Schützen-Brigade 2 (Meiningen) (im Wehrkreis IX aufgestellt)
  - Schützen-Regiment 2 (aus Schützen-Regiment Meiningen mit Teilen Infanterie-Regiment 14 und Ausbildungs-Bataillon/ Infanterie-Regiment 21 umgegliedert)
  - Kradschützen-Bataillon 2 (Eisenach/ab 1937 Bad Kissingen)(aus Masse II. Schwadron/Reiter-Regiment 16 (Erfurt))
- Artillerie-Regiment (mot.) 74 (Erfurt/später Bamberg und Meiningen) (mit Stab und I. Abteilung aus Teilen Artillerie-Lehr-Abteilung (mot.) Ohrdruf und weiteren Ergänzungseinheiten)
- Aufklärungs-Abteilung 5 (Kornwestheim) (aus Personal vom Reiter-Regiment 18 und der 1934 aufgestellten Kraftfahr-Abteilung Cannstatt)
- Panzerabwehr-Abteilung 38 (Schweinfurt) (im Oktober 1936 aus Abgaben 1. Panzer-Division und 17. Infanterie-Division / ehemalig Kampfwagen-Abwehr-Abteilung 17 (Würzburg))
- Nachrichten-Abteilung (mot.) 38 (Würzburg) (aus Übernahme der Nachrichten-Hundertschaft/ Bayrische Landespolizei-Abteilung München)
- Pionier-Bataillon (mot.) 38 (Klosterneuburg) (erst am 12. Oktober 1937 aus Abgaben Pionier-Bataillon 20 (10. Infanterie-Division) und Pionier-Bataillon 39 (3. Panzer-Division))

### 1935–1938
Am 9. März 1938 wurde der 8. Armee die Mobilmachung befohlen, was auch die 2. Panzer-Division betraf. Am 11. März wurde dem österreichischen Bundesheer befohlen, den Einmarsch der Wehrmacht ohne Gegenwehr zu dulden. Ab dem 12. März marschierten Einheiten der Wehrmacht, der SS-Verfügungstruppe und deutsche Polizeiverbände in Österreich ein. Die Division gehörte zu den Verbänden, die für den möglicherweise auch gewaltsam durchzusetzenden Anschluss Österreichs eingeplant worden waren und marschierte über Passau und Linz nach Wien.
Ab Herbst 1938 stellten die Wehrkreise XVII, XVIII und VII Ersatz für die Division.

## Einsatz
Bei Beginn des Zweiten Weltkriegs war sie eine von sechs deutschen Panzer-Divisionen, die bis dahin aufgestellt worden waren.

### 1939–1940

#### Polen-Feldzug
Die 2. Panzer-Division nahm als Teil der 14. Armee der Heeresgruppe Süd am Angriffskrieg gegen Polen teil.
Hierzu wurde die Division im Aufmarschraum um Frankstadt und Mistek/O.S., ca. 150 Kilometer südwestlich von Krakau zusammengezogen. Von dort marschierte der Verband bis zum 30. August ca. 60 Kilometer nach Südosten zum Jablonka-Paß und dann weitere 40 nach Süden bis nach Sillein-Rosenberg. Aus dem vom befehlshabenden XVIII. (18.) Armee-Korps zugewiesenen Bereitstellungsraum Nemestowo an der Orava, in der heutigen Slowakei begann am 1. September der Angriff auf das polnische Staatsgebiet in Richtung Krakau. Im Raum Jordanow ca. 30 Kilometer südlich von Krakau traf der Verband auf die Abwehrstellungen polnischer Kadetten-Einheiten. Der weitere Angriff Richtung Krakau ging über Myslenic und von dort nach Gdów, südöstlich von Krakau.
Die Division folgte den zurückweichenden polnischen Kräften entlang der heutigen Europastraße E40 nach Osten bis in den Raum Tomaszow-Lubelski und Zamoscz, wo Gegenangriffe abgewehrt werden mussten. Dann griff der Verband weiter in Richtung Rawa Ruska in der heutigen Ukraine, etwas östwarts vom Fluss San, an. Im weiteren Vormarsch erreichten Einheiten der Division am 19. September das heute in der Ukraine liegende Luzk (zeitgenössisch Luk). Aufgrund der Vereinbarungen mit der sowjetischen Seite, zogen sich die weit vorgestoßenen Verbände der Division nach dem 19. September wieder das Gebiet östlich der vereinbarten Demarkationslinie und gingen über den San zurück.
Zunächst verlegte die Division nach Abschluss des Feldzug in die Heimatgarnisonen. Eingegliedert wurde das I. Bataillon / Infanterie-Regiment (mot.) 33 und die II. Abteilung/Artillerie-Regiment 13 als Ersatz für die an die 4. Panzer-Division abgegebene II. Abteilung / Artillerie-Regiment (mot.) 74. Nach Abschluss der Auffrischung und Umgliederung wurde der Verband in die Eifel verlegt, um später am Westfeldzug teilzunehmen.

#### Frankreich-Feldzug
Beim Angriff im Westen war sie Teil des XIX. Armeekorps (später „Gruppe Guderian“) unter Heinz Guderian und kämpfte unter anderem in der Schlacht bei Sedan und der Schlacht von Dünkirchen. Im September 1940 wurde das Panzer-Regiment 4 an die 13. Panzer-Division abgegeben, dafür erhielt die Division das neuaufgestellte Schützen-Regiment 304. Dieses zweite Schützenregiment war im Oktober 1940 aus Abgaben der Infanterie-Regimenter 304 (209. ID / Stab), 243 (60. ID / I. Bataillon) und 247 (311. ID / II. Bataillon) aufgestellt worden.

### 1941–1943

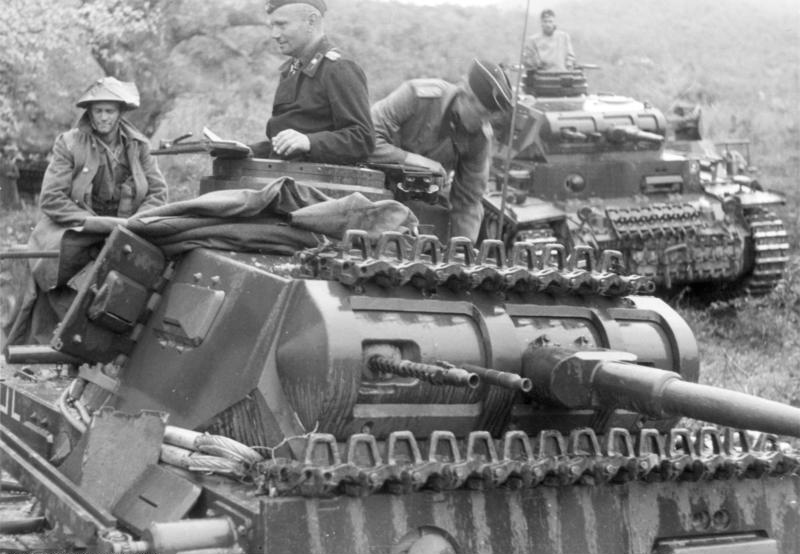
Panzer der 2. PzD in Griechenland (1941)

#### Balkanfeldzug
Nach einer nochmaligen Verlegung nach Polen wurde die Division von Rumänien aus im Balkanfeldzug eingesetzt und rückte bis zum Mai 1941 nach Griechenland vor, dabei nahm sie Athen ein.
Nach der Eroberung von Griechenland sollte die Division per Seetransport von Patras nach Tarent verlegt werden, von wo sie an die Ostfront gehen sollte. Zwei Transportschiffe, die einen Großteil des Artillerie- und des Fuhrparkes der Division transportierten, gingen am 21. Mai 1941 in einer in der Nacht zuvor vom britischen Minenleger Abdiel gelegten Minensperre verloren.

#### Unternehmen Barbarossa
Beim Angriff auf die Sowjetunion ab 22. Juni 1941 war die Division zunächst Teil der OKH-Reserve und wurde der Heeresgruppe Süd nachgeführt, ohne in die Kämpfe einzugreifen.
Ab Oktober 1941 wurde die Division für den Angriff auf Moskau der Heeresgruppe Mitte zugeteilt und dabei bei den Panzergruppen 3 und 4 eingesetzt. Mitte November 1941 war sie an der Schlacht bei Dubossekowo beteiligt. Anfang 1942 wurde sie der 9. Armee unterstellt, mit der sie bis Anfang des nächsten Jahres in der Schlacht von Rschew kämpfte.

#### Unternehmen Zitadelle
Nach einer Auffrischung nahm sie im Sommer 1943 am Unternehmen Zitadelle teil, bei dem sie auf der Nordseite eingesetzt wurde. Diese deutsche Offensive musste unter anderem aufgrund der sowjetischen Orjoler Operation abgebrochen werden. Den Rest des Jahres verbrachte die Division mit Verteidigungsaufgaben im Bereich der Heeresgruppe Mitte (vgl. Smolensker Operation).

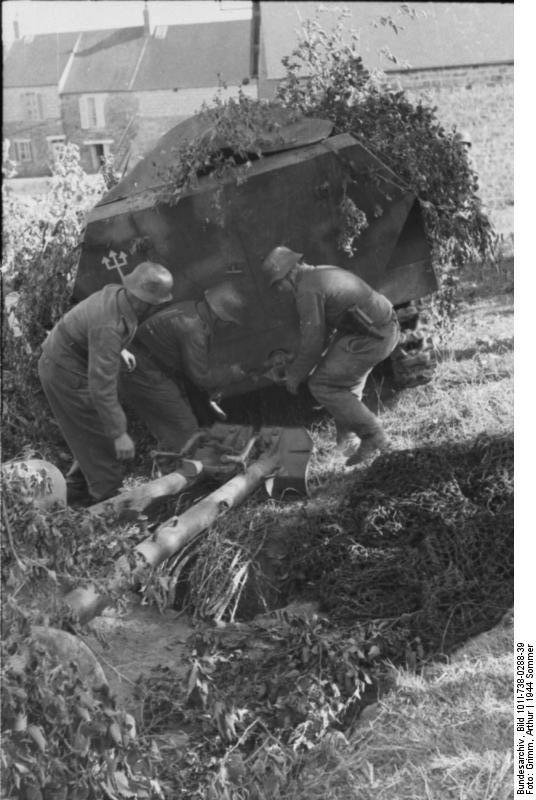
Soldaten beim Anhängen einer getarnten Panzerabwehrkanone an ein Zugfahrzeug der Division (Divisionsabzeichen über dem Soldaten ganz links), Frankreich, 21. Juni 1944.

### 1944–1945
Nach schweren Verlusten wurde die Division im Frühjahr 1944 zur Auffrischung nach Frankreich verlegt.
Das Heereszeugamt teile der Panzerjäger-Abteilung 38 vierzehn neue Jagdpanzer IV für die Neuaufstellung der Abteilung zu die am 4. April 1944 per Bahn zur Einheit abtransportiert wurden. Weitere sieben Jagdpanzer wurden am 12. April zur Abteilung auf den Weg gebracht.

#### Normandie-Schlacht
Von der alliierten Landung in der Normandie überrascht, wurde sie im August 1944 fast völlig vernichtet und bestand im Herbst nur noch aus dem Stab.

#### Ardennenoffensive
Die Division wurde im September bei Willich und Bitburg neu aufgestellt, nahm an der Ardennenoffensive teil.

#### Ruhrkessel und Kapitulation
Es folgten Rückzugskämpfe und Kämpfe im Ruhrkessel teil und kapitulierte schließlich in Plauen.

## Kommandeure
- Generalleutnant Heinz Guderian – Aufstellung bis 31. Januar 1938
- Generalleutnant Rudolf Veiel – 1. Februar 1938 bis 17. Februar 1942
- Generalleutnant Hans-Karl von Esebeck – 17. Februar bis 31. Mai 1942
- Generalmajor Arno von Lenski – 1. bis 30. Juni 1942
- Generalleutnant Hans-Karl von Esebeck – 1. Juli bis 10. August 1942
- Oberst Vollrath Lübbe – 10. bis 28. August 1942
- Generalmajor Arno von Lenski – 29. August bis 4. September 1942
- Oberst Karl Fabiunke – 5. bis 30. September 1942
- Generalleutnant Vollrath Lübbe – 1. Oktober 1942 bis 31. Januar 1944
- Generalleutnant Heinrich Freiherr von Lüttwitz – 1. Februar bis 4. Mai 1944
- Generalleutnant Franz Westhoven – 5. bis 26. Mai 1944
- Generalleutnant Heinrich Freiherr von Lüttwitz – 27. Mai bis 31. August 1944
- Oberst Eberhard von Nostitz – 1. bis 4. September 1944 (in Vertretung)
- Generalmajor Henning Schönfeld – 5. September bis 14. Dezember 1944
- Generalmajor Meinrad von Lauchert – 15. Dezember 1944 bis 19. März 1945
- Generalmajor Oskar Munzel – 20. März bis 3. April 1945
- Major Waldemar von Gazen – 3. bis 4. April 1945
- Oberst Carl Stollbrock – 4. April bis 8. Mai 1945

## 1. Generalstabsoffizier (Ia)
- Oberstleutnant Walter Chales de Beaulieu – 15. Oktober 1935 bis 1. August 1937
- Major i. G. Karl von Le Suire 1. August 1937 – 1. Dezember 1938
- Oberst i. G. August-Viktor von Quast 1. Dezember 1938 – 20. Februar 1942
- Oberstleutnant i. G. Walter Reinhard 20. Februar 1942 – 12. März 1942
- Major i. G. von Treskow 12. März 1942 – 1942
- Major i. G. von Bonin 1942 – 1942
- Major i. G. Rainer Kriebel Juli 1942 – 30. April 1943
- Oberstleutnant i. G. Günther Bang 1. Mai 1943 – 30. November 1943
- Oberstleutnant i. G. Rüdiger Weitz 1. Dezember 1943 – 16. Januar 1945
- Major i. G. Helmut Müller 16. Januar 1945 – Februar 1945
- Major i. G. Waldemar von Gazen Februar 1945 – April 1945
- Major i. G. Gerd Freiherr von Ketelhot April 1945 bis zur Kapitulation

## Gliederung

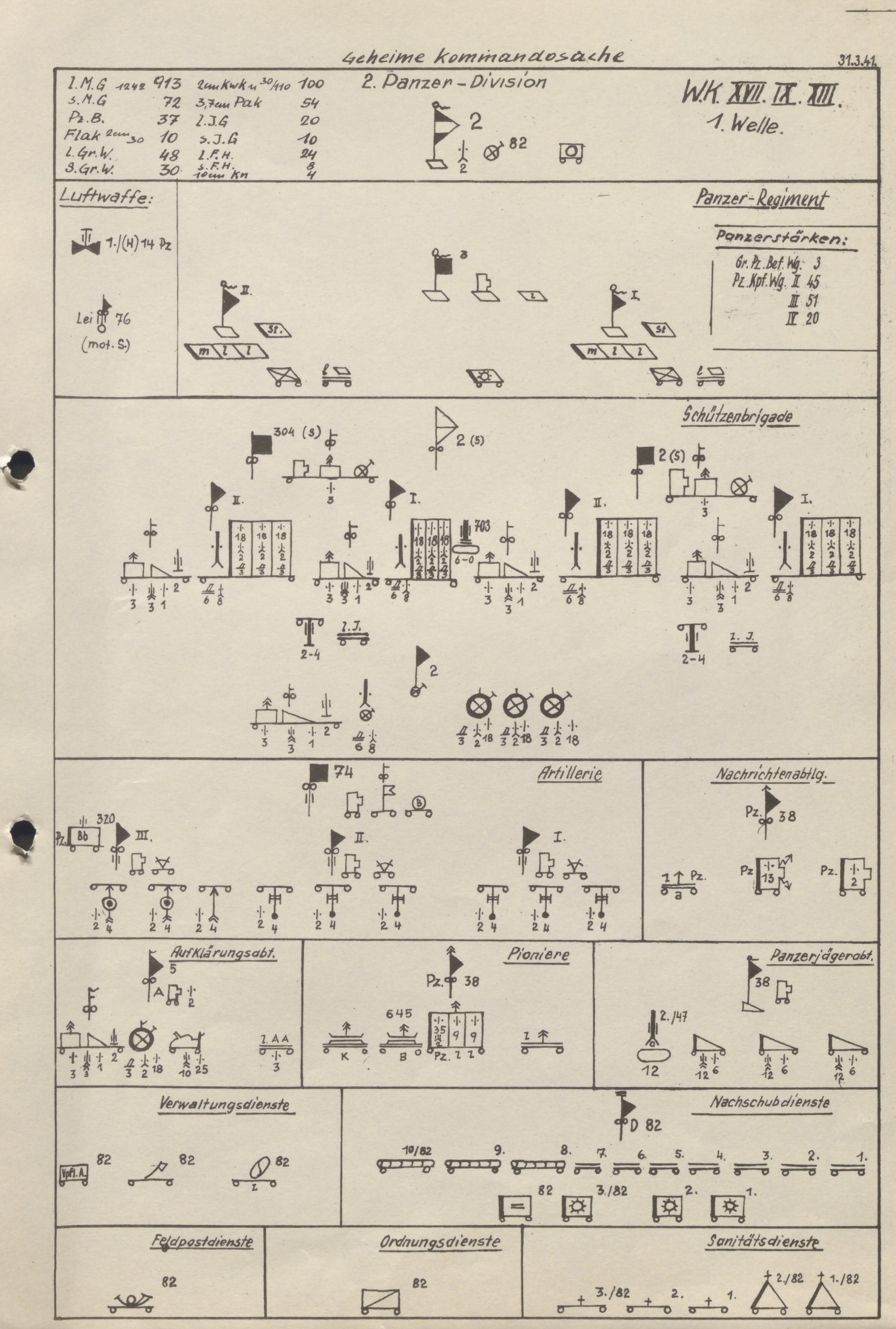
Gliederung der 2. Pz. Div. am 31. März 1941, taktische Zeichen

Die Division war wie folgt gegliedert:
| Gliederung 1939 Polen                                                 | Gliederung 1943 Ostfront                                      |
| --------------------------------------------------------------------- | ------------------------------------------------------------- |
| - Panzer-Brigade 2 - Panzer-Regiment 3 - Panzer-Regiment 4            | - Panzer-Regiment 3                                           |
| - Schützen-Brigade 2 - Schützen-Regiment 2 - Kradschützen-Bataillon 2 | - Panzer-Grenadier-Regiment 2 - Panzer-Grenadier-Regiment 304 |
| - Artillerie-Regiment 74                                              | - Panzer-Artillerie-Regiment 74                               |
|                                                                       | - Heeres-Flak-Artillerie-Abteilung 273                        |
| - Aufklärungs-Abteilung 5                                             | - Panzer-Aufklärungs-Abteilung 2                              |
| - Panzerabwehr-Abteilung 38                                           | - Panzerjäger-Abteilung 38                                    |
| - Pionier-Bataillon 38                                                | - Panzer-Pionier-Bataillon 38                                 |
| - Nachrichten-Abteilung 38                                            | - Panzer-Nachrichten-Abteilung 38                             |
| - Nachschubtruppen 82                                                 | - Panzer-Versorgungstruppen 82                                |

## Bekannte Divisionsangehörige
- Heinrich Fischler Graf von Treuberg (1919–2023), war von 1976 bis 1979, als Brigadegeneral des Heeres der Bundeswehr, stellvertretender Kommandeur der 7. Panzergrenadierdivision
- Alfred Müller (1915–1997), war von 1970 bis 1975, als Brigadegeneral des Heeres der Bundeswehr, Kommandeur der Kampftruppenschule 2
- Fritz-Rudolf Schultz (1917–2002), Offizier und Politiker (FDP), war von 1970 bis 1975 Wehrbeauftragter des Deutschen Bundestages
- Emil Spannocchi (1916–1992), war von 1978 bis 1981, als General des österreichischen Bundesheeres, Leiter der Sektion III im Bundesministerium für Landesverteidigung